# Hoàng đế Ethiopia

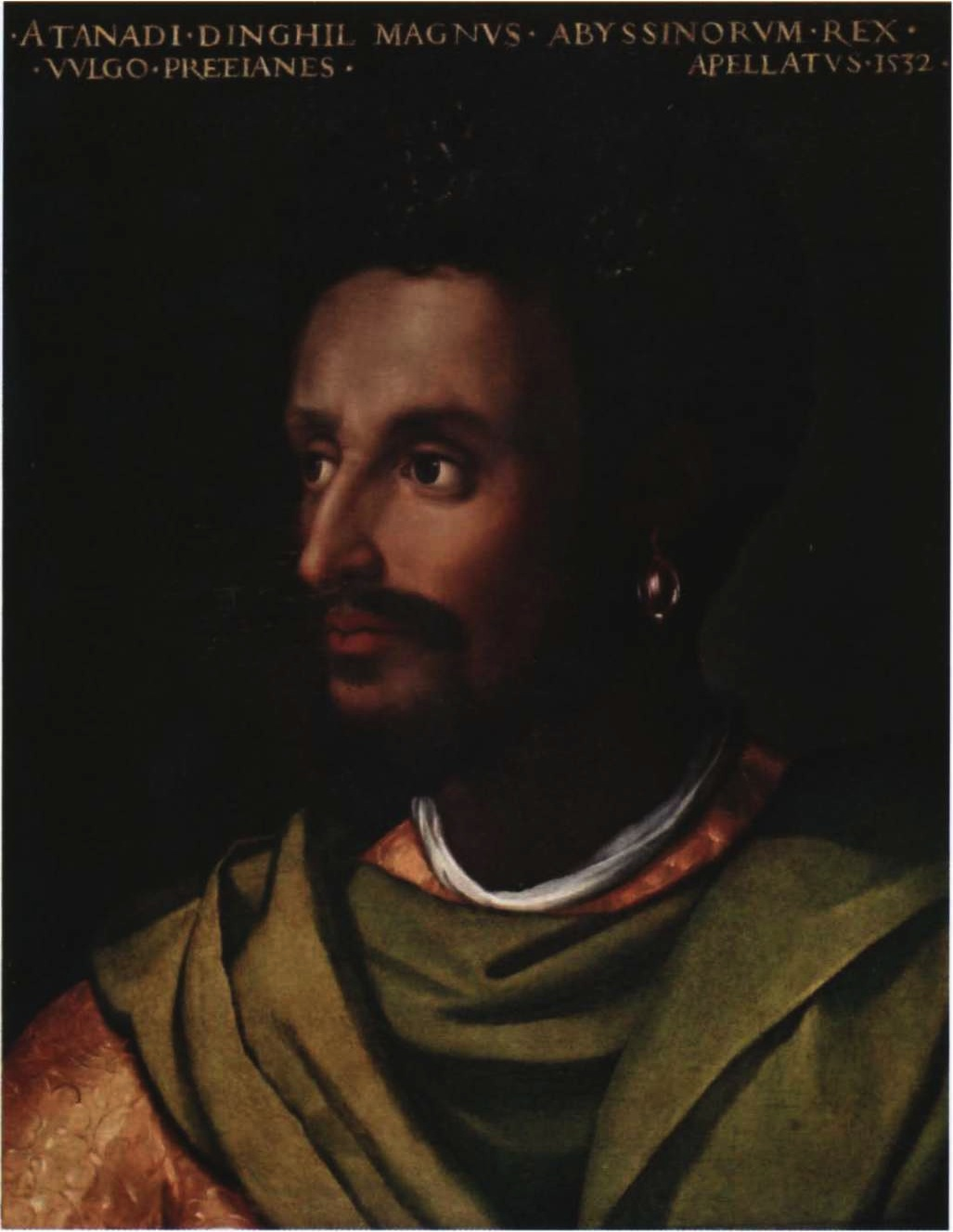
Lebna Dengel, nəgusä nägäst (hoàng đế) của Ethiopia và thành viên của Vương triều Solomon.

Hoàng đế Ethiopia (tiếng Ge'ez: ንጉሠ ነገሥት, nəgusä nägäst, "Vua của các vị vua"), còn được gọi là atse (tiếng Amhara: አፄ, "hoàng đế"), là người cai trị cha truyền con nối của Đế quốc Ethiopia, từ cuối thế kỷ XIII cho đến khi chế độ quân chủ bị bãi bỏ năm 1975. Hoàng đế là nguyên thủ quốc gia và người đứng đầu chính phủ, có quyền hành pháp, tư pháp và lập pháp tại Đế quốc Ethiopia. National Geographic bài viết từ năm 1965 gọi đế quốc Ethiopia "trên danh nghĩa là chế độ quân chủ lập hiến; trên thực tế [đó là] chế độ độc tài nhân từ".

## Tước hiệu và danh hiệu

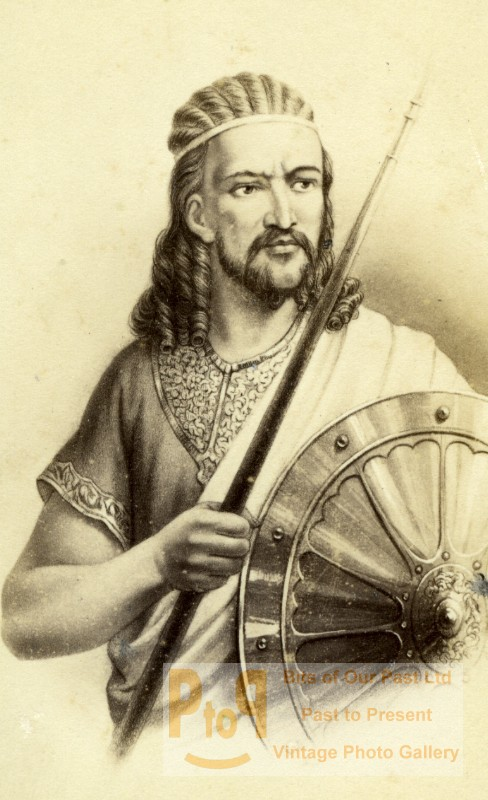
Hoàng đế Tewodros II (1855–1868)

Tước hiệu "Vua của các vị vua", thường được gọi không chính xác là "Hoàng đế", có từ thời Lưỡng Hà cổ đại, nhưng đã được sử dụng trong Axum bởi vua Sembrouthes (khoảng năm 250). Tuy nhiên, Yuri Kobishchanov xác định cách sử dụng này vào khoảng thời gian sau chiến thắng của người Ba Tư trước người La Mã năm 296–297. Việc sử dụng nó, ít nhất từ thời cai trị của Yekuno Amlak trở đi, có nghĩa là tất cả quan chức cấp dưới và người cai trị triều cống, đặc biệt là các chư hầu xứ Gojjam (người đứng thứ 12 trong nhà nước phi triều đại ngoại giao vào năm 1690), Welega, các tỉnh hướng ra biển và cuối cùng là Shewa, đã nhận được tước hiệu kính trọng là nəgus, một từ chỉ "vua."
Phối ngẫu của Hoàng đế được gọi là ətege. Nữ hoàng Zewditu đã sử dụng nữ tính hóa nəgəstä nägäst ("Nữ hoàng của các vị vua") để thể hiện rằng bà trị vì theo đúng nghĩa của mình và không sử dụng tước hiệu ətege.

## Kế vị
Khi quân chủ băng hà, bất kỳ thành viên hoàng gia là nam hoặc nữ có quan hệ huyết thống với hoàng đế đếu có thể tuyên bố kế vị: con trai, anh em trai, con gái và cháu trai đều được thừa kế. Thông lệ thường được lựa chọn là quyền trưởng nam (con trai đầu lòng lên ngôi) nhưng không phải lúc nào nó cũng được thực hiện. Hệ thống đã phát triển thành hai cách tiếp cận để kiểm soát việc kế vị: thứ nhất, được sử dụng vào thời gian trước thế kỷ 20, liên quan đến việc ngăn chặn tất cả các đối thủ tiềm tàng có thể có của hoàng đế ở một vị trí an toàn, điều này hạn chế đáng kể khả năng phá vỡ đế quốc bằng các cuộc nổi dậy hoặc tranh chấp quyền kế vị của một người thừa kế rõ ràng; thứ hai, được sử dụng với tần suất ngày càng tăng, liên quan đến việc lựa chọn hoàng đế bởi một hội đồng gồm các quan chức cấp cao của đế quốc, cả thế tục và tôn giáo.
Truyền thống truyền miệng Ethiopia không phải tất cả đều thống nhất về thời điểm bắt đầu có tục lệ giam cầm các đối thủ trên Núi của các Hoàng thân để lên ngôi. Một truyền thuyết ghi nhận tục lệ này được khởi xướng bởi vua Yemrehana Krestos Zagwe (thế kỷ 11), người được cho là đã nhận được ý tưởng trong một giấc mơ; Taddesse Tamrat, nhà sử học và học giả người Ethiopia nghiên cứu Ethiopia, không tin tục lệ này, cho rằng các ghi chép về triều đại Zagwe đã để lộ ra quá nhiều sự kế vị gây tranh cãi nên đã xảy ra trường hợp này. Một truyền thuyết khác, được ghi lại bởi nhà sử học Thomas Pakenham, nói rằng tập tục này có trước triều đại Zagwe (cai trị khoảng năm 900), và lần đầu tiên được thực hiện trên Debre Damo, nơi bị chiếm giữ bởi nữ hoàng Gudit vào thế kỷ thứ 10, bà sau đó đã giam giữ 200 hoàng thân ở đó cho đến chết; tuy nhiên, Pakenham cũng lưu ý rằng khi được phỏng vấn, vị trụ trì của tu viện trên Debre Damo không hề biết về câu chuyện như vậy. Taddesse Tamrat lập luận rằng tục lệ này bắt đầu từ triều đại của Wedem Arad (1299–1314), sau cuộc đấu tranh giành quyền kế vị mà ông tin rằng sự tin tưởng sai lầm sau một loạt các triều đại ngắn ngủi các con của Yagbe'u Seyon (cai trị 1285–1294). Một cách tiếp cận theo chủ nghĩa kiến tạo tuyên bố rằng tục lệ được sử dụng, đôi khi bị suy yếu hoặc mất hiệu lực, và đôi khi được phục hồi để phát huy tác dụng đầy đủ sau một số tranh chấp đáng tiếc - và tục lệ bắt đầu từ xa xưa khi mô hình thừa kế chung của Ethiopia cho phép tất cả các thân thích cũng kế tục các vùng đất của chế độ quân chủ - tuy nhiên điều này lại đi ngược lại với việc giữ cho đất nước không bị chia cắt.
Các đối thủ tiềm năng của hoàng gia đã bị giam giữ tại Amba Geshen cho đến khi địa điểm này bị phá hủy vào năm 1540 trong chiến tranh Ethiopia-Adal; sau đó, từ triều đại Fasilides (1632–1667) cho đến giữa thế kỷ 18, tại Wehni. Tin đồn về những dinh thự trên núi hoàng gia này là một phần cảm hứng cho truyện ngắn Rasselas của Samuel Johnson.
Mặc dù hoàng đế Ethiopia về mặt lý thuyết có quyền lực vô hạn đối với thần dân của mình, nhưng các triều thần của ông đã đóng một vai trò ngày càng tăng trong việc quản lý Ethiopia, bởi vì nhiều hoàng đế khi kế vị là một đứa trẻ, hoặc một trong những hoàng tử bị giam giữ, những người chỉ có thể rời khỏi nhà tù của họ một cách thành công bởi sự giúp đỡ từ bên ngoài. Kết quả là vào giữa thế kỷ 18, quyền lực hoàng đế phần lớn được chuyển giao cho các đại thần, như Ras Mikael Sehul của Tigray (khoảng 1691 - 1779), người nắm giữ quyền lực thực tế trong đế quốc và nâng lên hoặc phế truất các hoàng đế theo ý muốn.

## Ý thức hệ
Các hoàng đế Ethiopia có quyền cai trị dựa trên hai tuyên bố của triều đại: thứ nhất dòng dõi từ các vị vua của Axum và thứ hai là dòng dõi từ vua Menelik I, ông là con trai của Solomon và Makeda, Nữ vương xứ Sheba.
Tuyên bố về mối quan hệ của họ với các Vua Axum bắt nguồn từ việc Yakuno Amlak tuyên bố rằng ông là hậu duệ của Dil Na'od, thông qua cha mình, mặc dù ông đã đánh bại và giết chết vị vua Zagwe cuối cùng trong trận chiến. Việc tuyên bố lên ngai vàng của ông cũng được giúp đỡ bởi cuộc hôn nhân của ông với con gái của vị vua đó, mặc dù người Ethiopia thường không thừa nhận những tuyên bố kế vị từ phía bên đàng ngoại. Tuyên bố về nguồn gốc từ Menelik I dựa trên sự khẳng định rằng các vị vua của Axum cũng là hậu duệ của Menelik I; công thức chính xác và nổi tiếng nhất của nó được đưa ra trong Kebra Nagast, là sử thi của Ethiopia được viết vào thế kỷ 14. Trong khi những ghi chép còn sót lại của các vị vua này không làm sáng tỏ nguồn gốc của họ, thì tuyên bố về gia phả này được ghi chép lần đầu tiên vào thế kỷ thứ 10 bởi một nhà sử học Ả Rập. Các cách giải thích về tuyên bố này rất khác nhau. Một số (bao gồm cả nhiều người ở Ethiopia) chấp nhận nó như một sự thật hiển nhiên. Ở một thái cực khác, những người khác (chủ yếu là những người không quan tâm đến Ethiopia) hiểu đây là một biểu hiện của tuyên truyền, cố gắng kết nối tính hợp pháp của nhà nước với Giáo hội Chính thống giáo Tewahedo Ethiopia. Một số học giả có cách tiếp cận trung lập, cố gắng tìm ra mối liên hệ giữa Axum và vương quốc Saba phía Nam Ả Rập, hoặc giữa Axum và Vương quốc Judah thời tiền lưu vong. Do thiếu tài liệu chính, nên đến năm 2006 vẫn chưa thể xác định lý thuyết nào là hợp lý hơn.

## Lịch sử

### Vương triều Solomon
Vương triều Solomon được phục vị, vốn có nguồn gốc từ các vị vua Aksumite cũ, đã cai trị Ethiopia từ thế kỷ 13 cho đến năm 1974. Vào năm 1855, chiến binh Dejazmatch Amhara trở thành hoàng đế, Kassa xứ Qwara, Gonder, đã hoàn toàn kiểm soát Ethiopia và lên ngôi Tewodros II. Thuộc giới quý tộc ở thung lũng, ông tuyên bố có dòng dõi từ Hoàng đế Fasilides, thông qua một trong những người con gái của vị hoàng đế Fasilides. Sau triều đại của Tewodros, một trong nhiều thủ lĩnh quân nổi dậy đã giúp đỡ người Anh trong cuộc viễn chính vào Abyssinia là Dejazmatch Kassai, ông đã được khen thưởng bằng những chiến tích vì sự phục vụ của mình và tiếp tục tuyên bố lên nắm quyền thông qua người mẹ của ông thuộc nhánh Gondar và lên ngôi là Yohannes IV. Menelik xứ Shewa, hậu duệ của các hoàng đế Solomon, ông thuộc dòng dõi nam giới (chỉ dưới dòng dõi Gondar), lên ngôi hoàng đế sau cái chết của Yohannis IV, do đó có mục đích khôi phục truyền thống dòng dõi nam giới của Solomon.
Hoàng đế Tewodros đã dành cả tuổi trẻ của mình để chiến đấu với quân xâm lược Ai Cập Ottoman (người Ethiopia gọi là quân 'Thổ'), sau đó thống nhất đế chế sau thời đại đen tối của 'Zemene Mesafint' (Kỷ nguyên của các Hoàng tử). Hoàng đế Menelik II đã đạt được một chiến thắng quân sự lớn chống lại quân xâm lược Ý vào tháng 3 năm 1896 trong trận Adwa. Menelik đã ký một hiệp ước cho phép người Ý chiếm Eritrea và bán Djubouti cho Pháp. Sau Menelik, tất cả các quốc vương đều có nguồn gốc xa lạ với Solomon. Dòng dõi nam giới, thông qua hậu duệ của Dejazmatch Taye Gulilat, anh họ của Menelik, vẫn tồn tại, nhưng đã bị gạt sang một bên phần lớn vì sự chán ghét từ bản thân của Menelik đối với nhánh này của gia đình mình. Những người kế vị Solomon của Menelik đã cai trị đất nước cho đến khi xảy ra cuộc đảo chính quân sự vào năm 1974.

### Ý xâm lược
Ý dưới thời Benito Mussolini tấn công Ethiopia vào năm 1935, bắt đầu Chiến tranh Ý-Ethiopia lần thứ hai. Những thành công của Ý trong cuộc chiến đã khiến hoàng đế Haile Selassie bị các quý tộc của ông bỏ phiếu lưu vong vào năm 1936; ông cam kết chống lại Ý của Ethiopia trước Hội Quốc Liên, nhưng viện trợ từ Hội Quốc Liên không đến. Ý thêm Ethiopia vào các thuộc địa đã có của mình là Eritrea và Somalia thuộc Ý, tạo ra một quốc gia phụ thuộc mới ở Đông Phi thuộc Ý và là nước đầu tiên liên kết Ethiopia như một phần của Sừng Châu Phi. Vào ngày 9 tháng 5 năm 1936, Vua Victor Emmanuel III của Ý tự xưng là hoàng đế của Ethiopia, thay thế Haile Selassie.
Tuyên bố lên ngôi hoàng đế của Victor Emmanuel không hoàn toàn được chấp nhận, Liên Xô không bao giờ coi cuộc xâm chiếm của người Ý là hợp pháp, và Haile Selassie tiếp tục được ủng hộ khi ông đang lưu vong ở Vương quốc Anh. Với việc Ý gia nhập phe Trục trong Thế chiến thứ hai, phần châu Phi của Đế quốc Anh đã hỗ trợ Haile Selassie và lực lượng Ethiopia chống Ý trong chiến dịch Đông Phi. Ý bị đánh bại và Selassie khôi phục lại ngôi vị, với hầu hết các trận chiến ở Ethiopia kết thúc vào năm 1941. Hiệp định đình chiến Cassibile được ký kết vào tháng 9 năm 1943 với sự đầu hàng của Vương quốc Ý, và Victor Emmanuel III chính thức từ bỏ danh hiệu hoàng đế của Ethiopia vào tháng 11 năm 1943.

### Sự trở lại của Haile Selassie, thời kỳ hậu chiến và sự kết thúc của chế độ quân chủ
Vào tháng 1 năm 1942, Selassie chính thức được phục vị quyền lực ở Ethiopia. Vị trí của hoàng đế và dòng kế vị được xác định nghiêm ngặt trong cả hai hiến pháp được thông qua dưới thời trị vì của Haile Selassie: hiến pháp được thông qua vào ngày 16 tháng 7 năm 1931; và bản sửa đổi vào tháng 11 năm 1955.
Haile Selassie là vị vua cuối cùng của Solomon cai trị Ethiopia. Ông bị Derg, ủy ban của các quan chức quân đội và cảnh sát cấp thấp hơn, phế truất vào ngày 12 tháng 9 năm 1974. Derg đã đưa Amha Selassie lên ngôi, con trai của Haile Selassie, người không tin tưởng Derg - từ chối quay trở lại Ethiopia để cai trị. Derg bãi bỏ chế độ quân chủ vào ngày 21 tháng 3 năm 1975. Vào tháng 4 năm 1989, Amha Selassie được tuyên bố là hoàng đế sống lưu vong tại Luân Đôn, ngày kế vị của ông được lùi đến ngày Hoàng đế Haile Selassie qua đời vào tháng 8 năm 1975 chứ không phải là bị phế truất vào tháng 9 năm 1974. Năm 1993 một nhóm được gọi là "Hội đồng Tôn vương Ethiopia", bao gồm một số hậu duệ của Haile Selassie, khẳng định Amha là hoàng đế và người đứng đầu hợp pháp của Ethiopia. Tuy nhiên, Hiến pháp năm 1995 của Ethiopia xác nhận việc bãi bỏ chế độ quân chủ.

## Biểu tượng

Sử tử của Judah chinh phạt, một tước hiệu của Hoàng đế Ethiopia và là biểu tượng quốc gia của Ethiopia.
Đế huy của Hoàng đế Ethiopia
Đế kỳ của Haile Selassie (mặt trước)
Đế kỳ của Haile Selassie (mặt sau)